# Psychotria glandulosa
Psychotria glandulosa är en måreväxtart som först beskrevs av August Wilhelm Dennstedt, och fick sitt nu gällande namn av Suresh. Psychotria glandulosa ingår i släktet Psychotria och familjen måreväxter. Inga underarter finns listade i Catalogue of Life.